# Ernst Bessel
Ernst Bessel (* 27. Juli 1906 in Essen; † 10. September 1989 in Garmisch-Partenkirchen) war ein deutscher Politiker (SPD). Er war von 1954 bis 1975 Mitglied des Landtags von Nordrhein-Westfalen.

## Leben
Nach der Volksschule absolvierte Ernst Bessel von 1920 bis 1924 eine Lehre als Dreher und war dann bis 1930 in diesem Beruf tätig. Ab 1930 arbeitete er als Kraftfahrer, ab 1937 als Omnibusfahrer. Während des Zweiten Weltkriegs war Bessel von 1942 bis 1945 als Fahrer bei der Organisation Todt. Nach dem Krieg arbeitete er als Kraftfahrer bei der AEG in Essen.  
Er war seit 1920 Mitglied der IG Metall. Im August 1924 trat er in die SPD ein. 
Bessel war seit 1951 Mitglied des Betriebsrats der AEG-Fabrik in Essen, ab 1962 als Betriebsratsvorsitzender sowie als stellvertretender Vorsitzender des Gesamtbetriebsrates der AEG-Kanis GmbH. Zeitweise war er Aufsichtsratsmitglied der AEG-Kanis GmbH und der Gemeinnützigen Wohnungsbaugenossenschaft Essen-West.
Bessel war von 1952 bis 1964 Stadtrat in Essen. Er wurde von der dritten bis zur siebten Wahlperiode als Direktkandidat der SPD im Wahlkreis 61 bzw. 64 (Essen-West, Essen II) in den nordrhein-westfälischen Landtag gewählt. Er war Abgeordneter vom 13. Juli 1954 bis zum 27. Mai 1975. Dabei war er in der Zeit vom 9. Januar 1967 bis zum 13. Juli 1970 stellvertretender Vorsitzender der SPD-Landtagsfraktion.
Seine letzte Ruhestätte fand der auf dem Südwestfriedhof Essen.